# Ochotnické divadlo Žamberk
Ochotnické  divadlo v Žamberku je zřejmě nejstarším spolkem ve městě. Jeho historie se začala psát na konci 18. století.

## Historie ochotnického divadla v Žamberku  do roku 1868

### Začátky
Ochotnické divadlo se nejdříve hrávalo v hudebním sále žambereckého zámku, kam nechala hraběnka z Bubna a Litic zhotovit zařízení nákladem 3000 zlatých. S městskými divadelními ochotníky pak hráli česky i někteří členové hraběcí rodiny. Na repertoáru byly  úryvky ze zpěvoher, činotruchlohry a nejčastěji se hrála Mozartova „Kouzelná  flétna“.
V „Panském domě“ pořádali ochotníci divadelní dobročinná představení ve prospěch místních chudých a hrávali též i v okolních obcích Helkovicích, Pěčíně, Slatině nad Zdobnicí. Hraní divadelních představení na zámku skončilo v roce 1809, kdy zámek koupil hrabě Windischgrätz. Zařízení divadla, umístěné s hudebním sále, bylo odstraněno, ale na žádost učitele Františka Rafaela, kameníka Melnického, panského bednáře Martina Trčka a Václava Urbana, věnoval hrabě Windischgrätz toto zařízení v roce 1812 žambereckým ochotníkům.

### Stěhování
V roce 1810 Žamberk vyhořel a divadelníci na dva roky  přerušili svou činnost, přestože zařízení divadla neshořelo, protože ochotníci právě hostovali ve Slatině nad Zdobnicí. Po částečné obnově města vybudovali divadelníci v roce 1812 menší divadlo v hostinci pana Režného v č. 90, 1816 se divadlo stěhovalo do hostince “Modrá  hvězda“, v roce 1834 se přestěhovalo do domu č. 87,  hostince pana Durchánka „U slunce“, v roce 1839 opět na jeden rok na Modrou hvězdu, na konci roku 1840 pak do Panského  domu, kde se hrálo až do roku 1868.

### Repertoár
Ochotníci  hráli převážně česky a na repertoáru byly tehdy oblíbené hry („Lidožroutská“, „Loketský zvon“, „Pěnkava a Čížek“, “Marie, matka pluku“, „Čech a  Němec“, „Loupežníci na Chlumu“, „Doktora Fausta domácí čepička“, „Manžel bez ženy“, „Stehlík strnadem“) jejichž názvy zaručovaly vysokou návštěvnost.  Až do roku 1862 se polovina výtěžku odevzdávala na dobročinné účely (pro chudé nebo na městskou nemocnici), později to byla jenom jedna třetina. 
Ochotnické divadlo se nehrálo v době Masopustu, ale i v době, kdy ve městě působily  kočovné společnosti. Od roku 1844 ve městě hostovaly německé divadelní společnosti,  nejprve společnost pana Paxe, v roce 1847 a 1849 přijela společnost  paní Kochanské, v roce 1860 společnost p. Steina. V roce 1864 do Žamberka také přijela česká divadelní společnost paní Vojtěšky Prokopové a pod vedením p. Aloise Merhanta ve městě sehrála celkem 35 divadelních her.

## Ochotnické divadlo v letech 1941-1948
V červenci roku 1941 byla na základě dohody mezi Spolkem divadelních ochotníků v Žamberku, zastoupeným jeho členy Ing. Karlem Hübnerem, Františkem Šafářem a Josefem Tomešem a místní mládeží, kterou zastupovali Zdeněk Chytil, Jan Parish, Jiří Sedloň a Antonín Šafář, uzavřena dohoda o vzniku divadelního souboru mladých při Spolku divadelních ochotníků v Žamberku, který ponese název D3 (Dorost Divišova divadla).